# Alekséievka (Khvalinsk)
Alekséievka — Алексеевка (rus) — és un poble (un possiólok) de l'óblast de Saràtov, a Rússia, segons el cens del 2010 tenia 1.936 habitants. Pertany al districte municipal de Khvalinsk.